# Level of Concern
Level of Concern – utwór amerykańskiego duetu muzycznego Twenty One Pilots, wydany 9 kwietnia 2020 roku przez Fueled by Ramen. Piosenka została napisana przez Tylera Josepha.
Nagranie w Polsce osiągnęło status złotej płyty.

## O utworze
Level of Concern to utwór utrzymany w koncepcji dance-rocka z elementami funka. Tekst porusza temat pandemii COVID-19, podczas której została napisana i nagrana. Jest to pierwsza piosenka Twenty One Pilots nagrana na gitarze elektrycznej.